# Quirguistão nos Jogos Olímpicos de Inverno da Juventude de 2012
O Quirguistão nos Jogos Olímpicos de Inverno da Juventude de 2012 realizados em Innsbruck, na Áustria foi representado por um atleta, que disputou provas do esqui cross-country.

## Esqui cross-country
| Atleta             | Evento                           | Final   | Final |
| Atleta             | Evento                           | Tempo   | Pos.  |
| ------------------ | -------------------------------- | ------- | ----- |
| Zafar Shakhmuratov | Largada coletiva 10 km masculino | 39:07.1 | 46    |

| Atleta             | Evento           | Qualificação | Qualificação | Quartas-de-final | Quartas-de-final | Semifinal   | Semifinal   | Final       | Final       |
| Atleta             | Evento           | Total        | Pos.         | Total            | Pos.             | Total       | Pos.        | Total       | Pos.        |
| ------------------ | ---------------- | ------------ | ------------ | ---------------- | ---------------- | ----------- | ----------- | ----------- | ----------- |
| Zafar Shakhmuratov | Sprint masculino | 2:01.09      | 43           | Não avançou      | Não avançou      | Não avançou | Não avançou | Não avançou | Não avançou |